# Municipio de Ponto Lake
El municipio de Ponto Lake (en inglés: Ponto Lake Township) es un municipio ubicado en el condado de Cass en el estado estadounidense de Minnesota. En el año 2010 tenía una población de 481 habitantes y una densidad poblacional de 5,1 personas por km².

## Geografía
El municipio de Ponto Lake se encuentra ubicado en las coordenadas 46°50′47″N 94°20′36″O / 46.84639, -94.34333. Según la Oficina del Censo de los Estados Unidos, el municipio tiene una superficie total de 94.29 km², de la cual 76,8 km² corresponden a tierra firme y (18,55 %) 17,49 km² es agua.

## Demografía
Según el censo de 2010, había 481 personas residiendo en el municipio de Ponto Lake. La densidad de población era de 5,1 hab./km². De los 481 habitantes, el municipio de Ponto Lake estaba compuesto por el 99,38 % blancos, el 0,21 % eran asiáticos, el 0,21 % eran de otras razas y el 0,21 % eran de una mezcla de razas. Del total de la población el 0,42 % eran hispanos o latinos de cualquier raza.